# George Stack
George Stack (ur. 9 maja 1946 w Corku) – brytyjski duchowny rzymskokatolicki, w latach 2001-2011 biskup pomocniczy archidiecezji westminsterskiej. W latach 2011–2022 arcybiskup metropolita Cardiff.

## Biografia

### Prezbiter
W latach 1966–1972 przechodził formację duchowną w Kolegium św. Edmunda w Ware. W 1971 otrzymał święcenia diakonatu, został inkardynowany do archidiecezji westminsterskiej i skierowany do pracy w parafii Matki Bożej i św. Józefa w Hanwell w zachodnim Londynie.  W 1972 bp Victor Guazzelli udzielił mu święceń prezbiteriatu. W latach 1974–1977 odbył świeckie studia licencjackie w zakresie pedagogiki. W 1977 został pracownikiem archidiecezjalnego Centrum Oświaty Religijnej i zarazem wikariuszem w parafii św. Pawła Apostoła w Wood Green. W 1983 został awansowany na proboszcza parafii Matki Bożej Wspomożycielki Chrześcijan w Kentish Town. W 1990 został mianowany wikariuszem biskupim ds. duchowieństwa, z zamieszkaniem w Domu Arcybiskupim. Trzy lata później objął probostwo parafii katedralnej.

### Biskup
12 kwietnia 2001 papież Jan Paweł II mianował ks. Stacka biskupem pomocniczym jego macierzystej archidiecezji ze stolicą tytularną Gemellae in Numidia. Sakrę otrzymał 10 maja 2001 z rąk kardynała Cormaca Murphy-O’Connora. Bp Stack odpowiadał w archidiecezji westminsterskiej za kwestie oświaty i formacji. W imieniu arcybiskupa Westminsteru sprawował także bezpośredni nadzór kanoniczny nad należącymi do archidiecezji parafiami w hrabstwie Hertfordshire.
19 kwietnia 2011 Stolica Apostolska ogłosiła jego nominację na arcybiskupa metropolitę Cardiff, kończąc tym samym ponad roczny okres sedyswakancji na tej stolicy biskupiej, po przeniesieniu abpa Petera Smitha do archidiecezji Southwark. Ingres abpa do katedry w Cardiff odbył się 20 czerwca 2011.
Jest członkiem Departamentu Oświaty Katolickiej i Formacji Konferencji Biskupów Katolickich Anglii i Walii. W imieniu Episkopatu sprawuje również nadzór nad Narodowym Biurem ds. Powołań.
27 kwietnia 2022 papież Franciszek przyjął jego rezygnację z funkcji arcybiskupa metropolity Cardiff.